# Mangalia
Mangalia est une ville balnéaire et industrielle de 45 000 habitants à l'année, le triple l'été, et un port de la côte roumaine sur la mer Noire, dans le județ de Constanța et dans la région historique de Dobrogée.

## Histoire

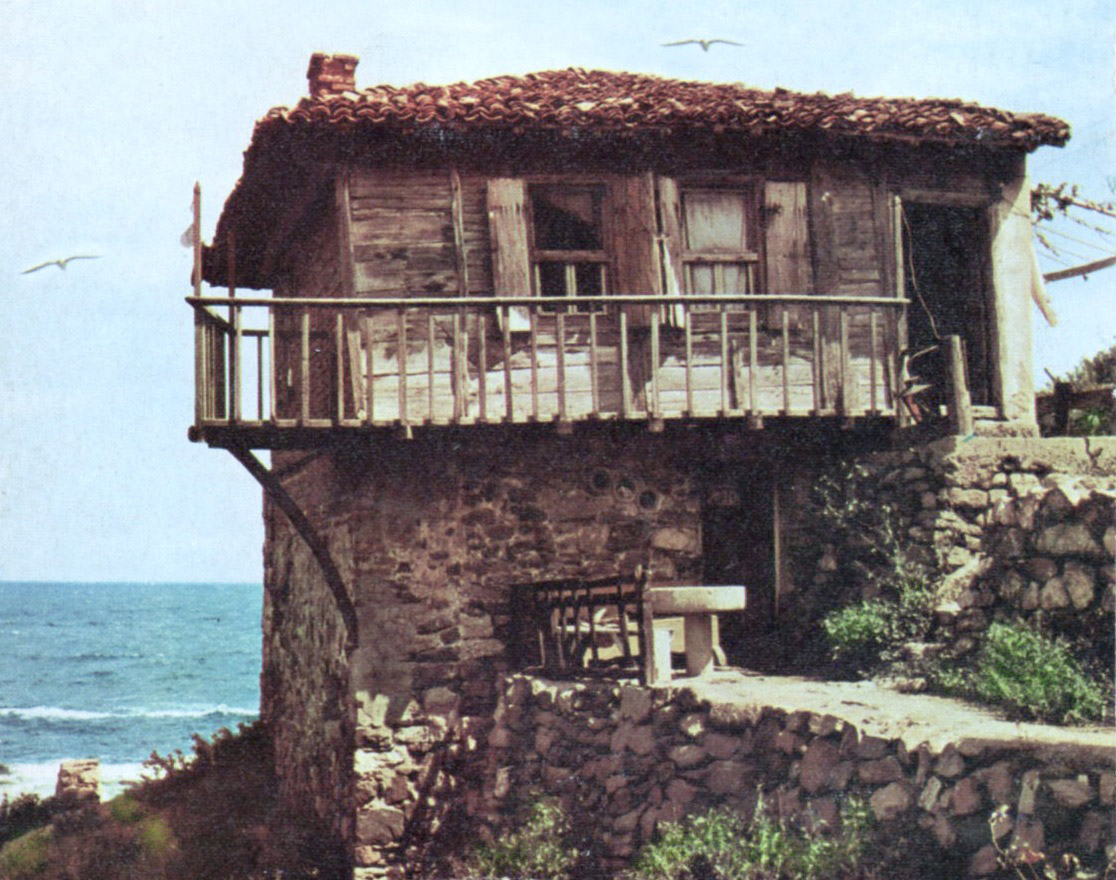
Maison dobrogéenne traditionnelle de Mangalia, avant les démolitions de 1967.

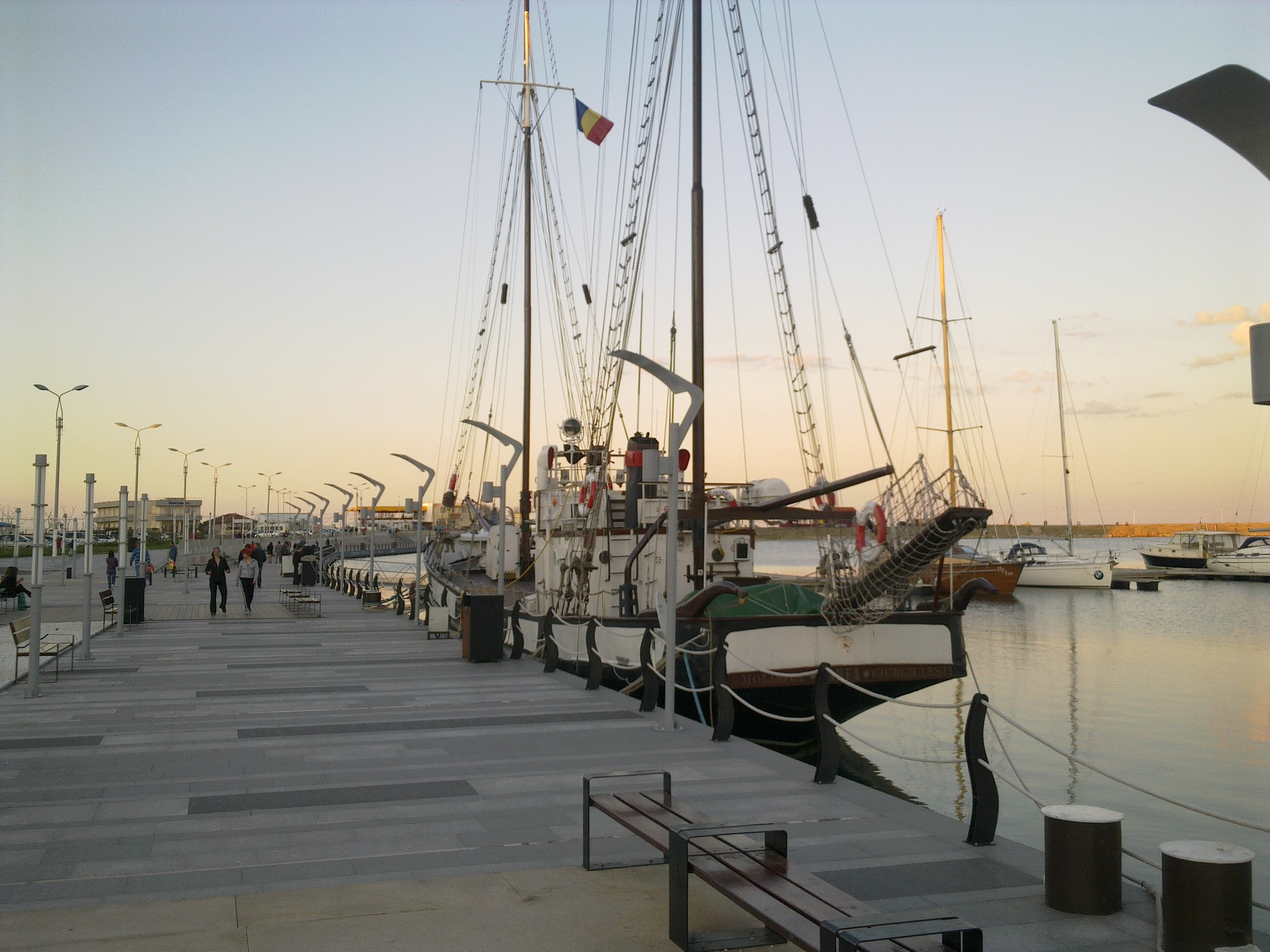
Le port de Mangalia.

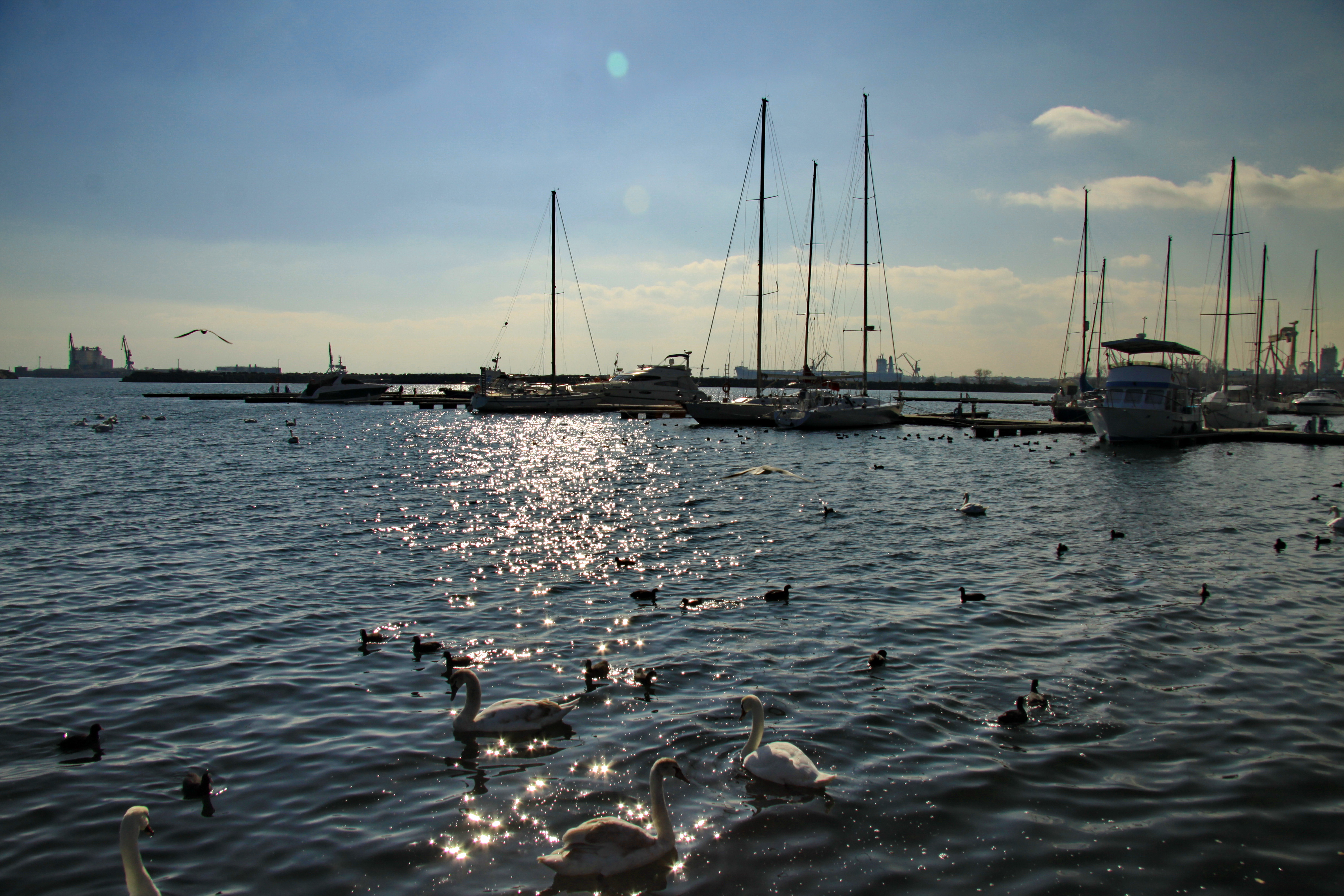
La faune du port de Mangalia.

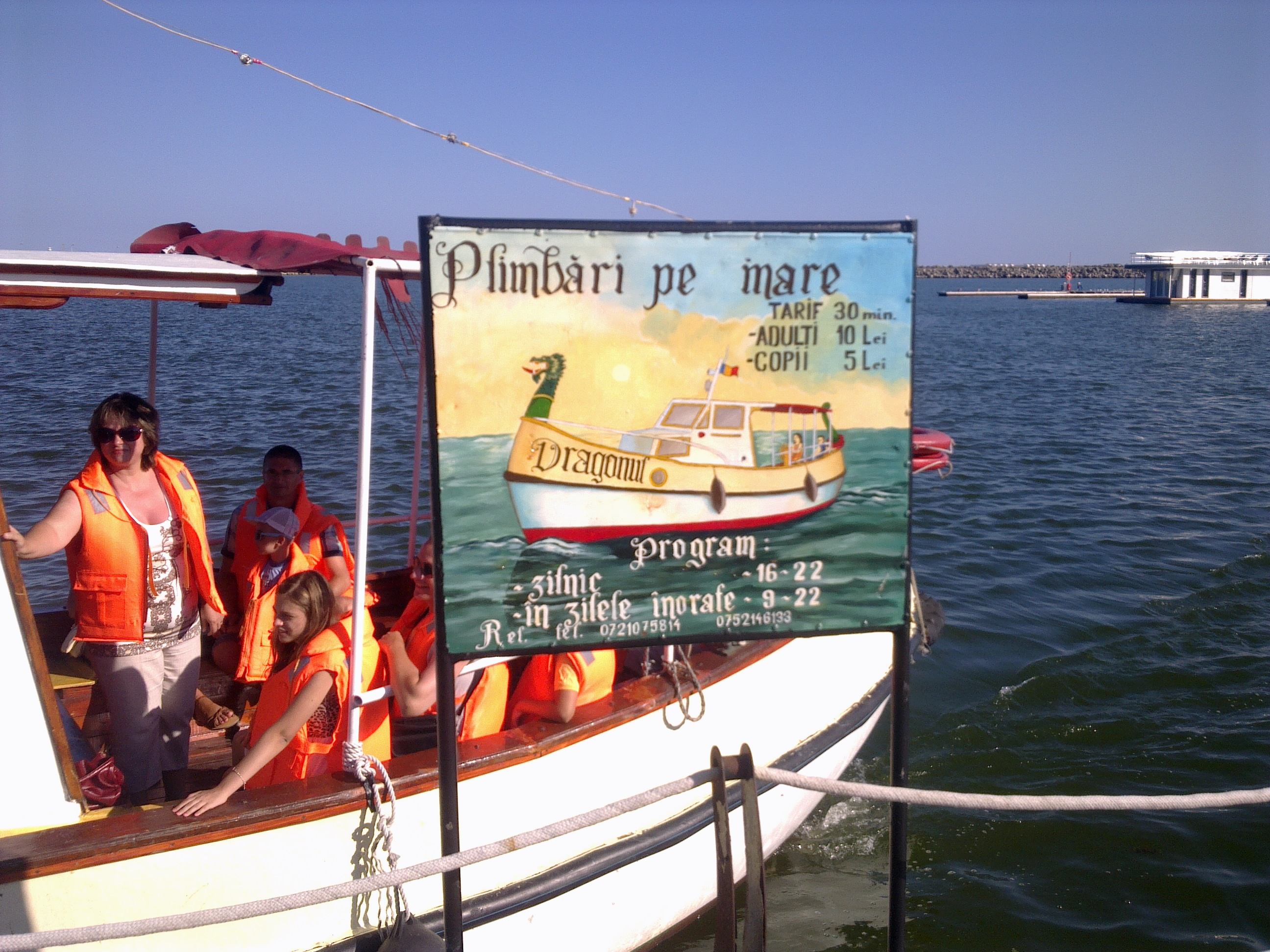
Activités touristiques estivales.

L'ancienne citadelle, créée par les Grecs doriens sous le nom de "Kerbatis" (Belle Citadelle), est rebaptisée "Callatis" par les Grecs ioniens. Les Romains traduisent son nom en "Panncaleea", les Génois la renomment "Pangalia". Le nom actuel est adapté par les Turcs, devenant ainsi "Manalia". C'est la plus ancienne ville de Roumanie qui a conservé le statut de ville tout au long de son existence.
Mangalia recouvre les ruines de Kallatis, cité grecque fondée probablement au VIe siècle av. J.-C. par Héraclée du Pont. Elle fut prospère durant l'époque hellénistique, émettant notamment des monnaies d'or. Conquise par les Romains, à la fin du Ier siècle avant notre ère, elle est intégrée dans la province de Mésie inférieure. La christianisation est effective au Ve siècle de notre ère comme en témoignent les ruines de la basilique : on appelle « byzantin » l'Empire romain d'orient christianisé, qui se maintient jusqu'au VIIIe siècle de notre ère.
Les invasions barbares dépeuplent Kallatis et seul un hameau de pêcheurs pontiques subsiste dans les ruines de la cité, sous la domination des Bulgares au IXe siècle, des Tatars au XIIIe siècle et des Ottomans du XVe au XIXe siècle ; en 1878, lorsque la région est rattachée à la Roumanie, il y a autant de Turcs et de Tatars que de Grecs pontiques en ville, et aussi un tiers d'habitants Roumains, Gagaouzes, Lipovènes et Bulgares. Durant le milieu du XXe siècle, alors que Mangalia subit successivement les dictatures carliste, fasciste et communiste de février 1938 à décembre 1989, beaucoup de Turcs et Grecs quittent la ville vers la Grèce et la Turquie, tandis que le nombre de Roumains augmente, par immigration et aussi par assimilation des Gagaouzes qui s'acculturent.
Des nombreux bâtiments du centre-ville (hôtels, restaurants, commerces, villas, sanatorium) ainsi que les six stations balnéaires de Neptun, Jupiter, Olimp, Saturn, Aurora et Vénus ont été réalisés sous la direction de Cezar Lăzărescu, l'un des architectes officiels du régime communiste pendant les années 1958-1967, les premiers en lieu et place du vieux centre historique au cachet dobrogéen pittoresque, apprécié des peintres comme Francisc Șirato, mais en grande partie démoli car considéré comme « archaïque et dépassé » par le régime, et les stations balnéaires en lieu et place de la forêt et des limans de Comorova. Simultanément la ville s'industrialise, des chantiers navals se développent. Elle est aussi un arsenal de la Marine roumaine.
Mangalia connaît à nouveau la démocratie depuis 1990 mais la crise financière due à la dérégulation mondiale fait chuter le tourisme, l'activité du port et la construction navale. La pêche aussi périclite, en raison de la pollution et de la surexploitation de la mer. Une partie de la population s'expatrie vers Constanța. Depuis 2010, le tourisme repart et le développement actuel de la ville est surtout basé sur cette activité.

## Démographie

### Ethnies
Lors du recensement de 2011, 82,4 % s'identifient comme roumains, 4,1 % comme turcs, 3,3 % comme tatars. Pour 9,2 % de la population l'appartenance ethnique n'est connue.

### Religions
En 2011, la population de la ville est à 81,2 % orthodoxe et à 7,5 % musulmane, alors que pour 9,2 % de la population, l'appartenance religieuse n'est pas connue.

## Politique
| Identité           | Période | Période | Durée |
| Identité           | Début   | Fin     | Durée |
| ------------------ | ------- | ------- | ----- |
| Cristian Radu (d), | 2012    |         |       |

| Parti | Parti                                                 | Sièges |
| ----- | ----------------------------------------------------- | ------ |
|       | Parti social-démocrate (PSD)                          | 4      |
|       | Parti national libéral (PNL)                          | 9      |
|       | Union nationale pour le progrès de la Roumanie (UNPR) | 2      |
|       | Alliance des libéraux et démocrates (ALDE)            | 3      |
|       | Parti Mouvement populaire (PMP)                       | 1      |

## Culture
Les principaux éléments du patrimoine culturel mangalien sont
- Le Musée d'archéologie de Callatis
- Le Musée de la Marine de Mangalia
- Le mausolée paléochrétien aux psaumes
- Le mausolée paléochrétien aux papyrus
- La basilique byzantine
- L'église St-Mina
- La mosquée ottomane Esmahan Sultandin 1599.
- La forêt de Comorova
- La grotte de Limanu
- La grotte de Movile.

Mangalia est la ville natale du cinéaste Georgios Vitanidis et la chanteuse Inna.